# A Fistful of Dynamite (soundtrack)
A Fistful of Dynamite (Italiaanse titel: Giù la testa) is de originele soundtrack, gecomponeerd en gedirigeerd door Ennio Morricone voor de film A Fistful of Dynamite uit 1971 van Sergio Leone. Het album werd uitgebracht in 1971 door het Italiaanse platenlabel Cinevox Record. In 1972 verscheen de plaat internationaal op United Artists Records, waarvan in de Verenigde Staten ook onder de oorspronkelijke minder succesvolle Engelstalige titel: Duck, You Sucker.
Voormalig filmcriticus Elvis Mitchell van The New York Times beschouwt het als een van Morricone's meest illustere en onvergetelijke partituren. Hij beschouwt "Inventions for John", dat te horen is tijdens de openingstitels en door de film loopt, ook als "epischer en fantastischer dan alles wat Morricone ooit heeft gedaan."

## Tracklijst
| Nr. | Titel                  | Duur |
| --- | ---------------------- | ---- |
| 1.  | Giù la Testa           | 4:14 |
| 2.  | Amore                  | 1:39 |
| 3.  | Mesa verde             | 1:38 |
| 4.  | Marcia degli accattoni | 4:52 |
| 5.  | I figli morti          | 6:01 |
| 6.  | Addio                  | 0:52 |
| 7.  | Scherzi a parte        | 2:24 |
| 8.  | Messico e Irlanda      | 4:57 |
| 9.  | Invenzione per John    | 9:03 |
| 10. | Rivoluzione contro     | 6:42 |
| 11. | Dopo l'esplosione      | 3:22 |

| Nr. | Titel                              | Duur |
| --- | ---------------------------------- | ---- |
| 1.  | A Fistful of Dynamite (Main Theme) | 2:22 |
| 2.  | Love                               | 1:39 |
| 3.  | Green Table                        | 1:38 |
| 4.  | March of the Beggars               | 4:51 |
| 5.  | The Dead Sons                      | 6:01 |
| 6.  | Addio                              | 0:52 |
| 7.  | Jokes on the Side                  | 2:24 |
| 8.  | A Fistful of Dynamite (Main Theme) | 4:11 |
| 9.  | Inventions for John                | 9:00 |
| 10. | Counter Revolution                 | 6:42 |
| 11. | After the Explosion                | 3:22 |

| Nr. | Titel                         | Duur |
| --- | ----------------------------- | ---- |
| 1.  | Duck, You Sucker (Main Theme) | 2:21 |
| 2.  | Love                          | 1:39 |
| 3.  | Green Table                   | 1:38 |
| 4.  | March of the Beggars          | 4:51 |
| 5.  | The Dead Sons                 | 6:01 |
| 6.  | Addio                         | 0:52 |
| 7.  | Jokes on the Side             | 2:24 |
| 8.  | Duck, You Sucker (Main Title) | 4:11 |
| 9.  | Inventions for John           | 9:00 |
| 10. | Counter Revolution            | 6:42 |
| 11. | After The Explosion           | 3:22 |

## Personeel
- Alessandro Alessandroni – fluiten
- Edda Dell'Orso – zang